# Syrtis Major (Gradfeld)
Das Syrtis-Major-Gradfeld gehört zu den 30 Gradfeldern des Mars. Sie wurden durch die United States Geological Survey (USGS) festgelegt. Die Nummer ist MC-13, das Gradfeld umfasst das Gebiet von 270° bis 315° westlicher Länge und von 0° bis 30° südlicher Breite.
Syrtis Major ist ein alter Schichtenvulkan mit einem zentral gelegenen Tal in Nord-Süd-Richtung. Es enthält die Calderen Meroe Patera und Nili Patera. Der Name kommt von einem Albedo feature auf dem Mars, die Gegend wurde nach dem Golf von Sirte benannt.